# Schweizer Cup (Fussball, Männer) 1940/41
Der 16. Schweizer Cup wurde vom 22. September 1940 bis zum 22. Mai 1941 ausgetragen. Titelverteidiger war der Verein Grasshopper Club Zürich.

## Der Modus
Es wurde im K.-o.-System gespielt. Im Fall eines Gleichstandes zum Ende der Verlängerung wurde das Spiel auf dem Platz der Gastmannschaft wiederholt. Das Finalspiel fand in Bern statt.

## 3. Ausscheidungs-Runde
Ebenso nahmen in der 3. Ausscheidungs-Runde die Mannschaften der Nationalliga nicht teil.
| Datum             |                       | Ergebnis  |                                   |
| ----------------- | --------------------- | --------- | --------------------------------- |
| 10.11.1940, 14:30 | FC Aarau              | 6:1       | FC Altstetten Zürich              |
|                   | FC Basel              | 2:1       | FC Allschwil                      |
|                   | AC Bellinzona         | 1:2       | Pro Daro Bellinzona               |
|                   | US Bienne-Boujean     | 4:0       | FC Gränichen                      |
|                   | FC Blue Stars Zürich  | 6:2       | FC Kreuzlingen                    |
|                   | FC Brühl St. Gallen   | 4:0       | SV Schaffhausen                   |
|                   | Cantonal Neuchâtel    | 5:0       | FC La Neuveville                  |
|                   | Concordia Basel       | 1:0 n. V. | SR Delémont                       |
|                   | USI Dopolavoro Genève | 5:1       | Stade Lausanne                    |
|                   | SC Schöftland         | 2:4 n. V. | FC Solothurn                      |
|                   | FC Fribourg           | 1:2       | FC Köniz                          |
|                   | FC Lachen             | 3:1       | SC Zug                            |
|                   | FC Locarno            | 3:2       | FC Baden                          |
|                   | FC Moutier            | 4:0       | FC Birsfelden                     |
|                   | FC Schaffhausen       | 1:0       | SCI Juventus Zürich               |
|                   | Urania Genève Sport   | 2:0       | CA Genève                         |
|                   | FC Vevey Sports 1899  | 6:1       | FC Madretsch Biel                 |
|                   | Xamax Neuchâtel       | 3:4 n. V. | Étoile-Sporting La Chaux-de-Fonds |
|                   | FC Zürich             | 4:3 n. V. | FC Oerlikon Zürich                |
| 15.12.1940, 14:30 | FC Montreux-Sports    | 1:2 n. V. | FC Monthey                        |

## 1/16 Finals
In den 1/16-Finals spielten erstmals die Mannschaften der Nationalliga mit:
| Datum             |                                   | Ergebnis  |                         |
| ----------------- | --------------------------------- | --------- | ----------------------- |
| 05.01.1941, 14:30 | FC Grenchen                       | 4:0       | US Bienne-Boujean       |
|                   | FC Lachen                         | 2:6       | Grasshopper-Club Zürich |
|                   | FC Luzern                         | 0:1       | FC Aarau                |
|                   | Pro Daro Bellinzona               | 1:2       | FC Lugano               |
|                   | FC Locarno                        | 0:0 n. V. | FC Solothurn            |
|                   | Young Fellows Zürich              | 2:2 n. V. | Blue Stars Zürich       |
| 12.01.1941, 14:30 | Concordia Basel                   | 1:0       | FC Moutier              |
|                   | USI Dopolavoro Genève             | 0:10      | Servette FC Genève      |
|                   | FC Köniz                          | 0:2       | FC Biel-Bienne          |
|                   | BSC Young Boys                    | 6:0       | Cantonal Neuchâtel      |
|                   | FC Basel                          | 3:3 n. V. | Nordstern Basel         |
| 19.01.1941, 14:30 | FC Monthey                        | 2:6       | Vevey-Sports            |
| 26.01.1941, 14:30 | FC Brühl St. Gallen               | 0:2       | FC St. Gallen           |
|                   | Étoile-Sporting La Chaux-de-Fonds | 1:3       | FC La Chaux-de-Fonds    |
|                   | Urania Genève Sport               | 1:2       | Lausanne-Sports         |
| 02.02.1941, 14:30 | FC Schaffhausen                   | 1:2       | FC Zürich               |

### Wiederholungsspiele
| Datum             |                   | Ergebnis  |                      |
| ----------------- | ----------------- | --------- | -------------------- |
| 02.02.1941, 14:30 | Blue Stars Zürich | 0:2       | Young Fellows Zürich |
|                   | Nordstern Basel   | 2:0 n. V. | FC Basel             |
|                   | FC Solothurn      | 4:5 n. V. | FC Locarno           |

## Achtelfinals
| Datum             |                         | Ergebnis  |                      |
| ----------------- | ----------------------- | --------- | -------------------- |
| 26.01.1941, 14:30 | FC Biel-Bienne          | 1:2       | BSC Young Boys Bern  |
|                   | Vevey-Sports            | 0:5       | Servette FC Genève   |
| 02.02.1941, 14:30 | FC Aarau                | 1:2 n. V  | Concordia Basel      |
|                   | Lausanne-Sports         | 2:1       | FC La Chaux-de-Fonds |
|                   | FC St. Gallen           | 2:4       | FC Lugano            |
| 09.02.1941, 14:30 | Nordstern Basel         | 2:4       | FC Grenchen          |
|                   | Young Fellows Zürich    | 4:1       | FC Zürich            |
|                   | Grasshopper Club Zürich | 4:4 n. V. | FC Locarno           |

### Wiederholungsspiel
| Datum             |            | Ergebnis |                         |
| ----------------- | ---------- | -------- | ----------------------- |
| 16.02.1941, 14:30 | FC Locarno | 1:3      | Grasshopper Club Zürich |

## Viertelfinals
| Datum             |                     | Ergebnis |                         |
| ----------------- | ------------------- | -------- | ----------------------- |
| 09.02.1941, 14:30 | Servette FC Genève  | 6:2      | FC Lugano               |
| 16.02.1941, 14:30 | FC Grenchen         | 2:0      | Young Fellows Zürich    |
|                   | BSC Young Boys Bern | 2:1      | Lausanne-Sports         |
| 23.02.1941, 14:30 | Concordia Basel     | 2:5      | Grasshopper Club Zürich |

## Halbfinals
| Datum             |                         | Ergebnis  |                     |
| ----------------- | ----------------------- | --------- | ------------------- |
| 02.03.1941, 14:30 | Grasshopper Club Zürich | 3:0 n. V. | FC Grenchen         |
|                   | Servette FC Genève      | 4:2       | BSC Young Boys Bern |

## Finals
Das Finalspiel fand am 14. April und das Wiederholungsspiel am 22. Mai 1941 im Stadion Wankdorf in Bern statt.
| Paarung                 | Grasshopper Club Zürich – Servette FC Genève                                                                                               |
| Ergebnis                | 1:1 n. V. (1:1, 0:1) |
| Datum                   | 14. April 1941 um 15:00 Uhr |
| Stadion                 | Stadion Wankdorf, Bern |
| Zuschauer               | 12.000 |
| Schiedsrichter          | Bangerter (La Chaux-de-Fonds) |
| Tore                    | 1:0 Bianchi (16.) 1:1 Guinchard (80.) |
| Grasshopper Club Zürich | Huber, Minelli, Weiler II, Springer, Rickenbach, Winkler, Bickel, Xam Abegglen, Amadò, Sulger, Bianchi Cheftrainer: Karl Rappan            |
| Servette FC Genève      | Feuz, Fuchs, Lörtscher, Guinchard, Buchoux, Van Gessel, Riva, Trello Abegglen, Monnard, Walaschek, Aeby Cheftrainer: André Trello Abegglen |

### Wiederholungsspiel
| Paarung                 | Grasshopper Club Zürich – Servette FC Genève                                                                                               |
| Ergebnis                | 2:0 (2:0) |
| Datum                   | 22. Mai 1941 um 15:00 Uhr |
| Stadion                 | Stadion Wankdorf, Bern |
| Zuschauer               | 12.000 |
| Schiedsrichter          | Scherz (Bern) |
| Tore                    | 1:0 Sulger (8.) 2:0 Sulger (35.) |
| Grasshopper Club Zürich | Huber, Minelli, Lehmann, Springer, Rickenbach, Rauch, Winkler, Bickel, Amadò, Sulger, Bianchi Cheftrainer: Karl Rappan                     |
| Servette FC Genève      | Feuz, Fuchs, Lörtscher, Guinchard, Buchoux, Van Gessel, Riva, Trello Abegglen, Monnard, Walaschek, Aeby Cheftrainer: André Trello Abegglen |